# John Searles
John Searles (Monroe, ...) è uno scrittore statunitense.

## Biografia
Nato a Monroe, nel Connecticut da un camionista e una casalinga, dopo gli studi di economia alla Southern Connecticut State University, ha conseguito un Master of Fine Arts in scrittura crativa all'Università di New York.
Dopo aver ottenuto un primo impiego per la rivista Redbook, è entrato nella redazione di Cosmopolitan ricoprendo diversi incarichi.
Ha esordito nel 2001 con Boy Still Missing e in seguito ha pubblicato altri due romanzi: Strange but true nel 2004 (trasposto in pellicola 15 anni dopo) e Non rispondere nel 2013 (vincitore del Premio Alex l'anno successivo).
Giornalista per il New York Times e il Washington Post e critico letterario nei programmi televisivi Today Show e Early Show, vive e lavora a New York.

## Opere principali

### Romanzi
- Boy Still Missing (2001)
- Strange but true (Strange But True, 2004), Milano, DeA Planeta, 2019 traduzione di Laura Miccoli ISBN 978-88-511-7312-8.
- Non rispondere (Help for the Haunted, 2013), Roma, Newton Compton, 2014 traduzione di Anna Leoncino e Francesca Noto ISBN 978-88-541-6905-0.

## Filmografia
- Strange But True, regia di Rowan Athale (2019) (soggetto)

## Premi e riconoscimenti
- Premio Alex: 2014 vincitore con Non rispondere